# Kashmirnötkråka
Kashmirnötkråka (Nucifraga multipunctata) är en nyligen urskiljd asiatisk kråkfågelart som tidigare behandlades som en del av nötkråkan.

## Utseende och läten
Kashmirnötkråkan är en 35 cm lång, distinkt brun kråkfågel kraftigt fläckad i vitt. Den liknar mycket nötkråkan men är mycket mer vitfläckig på hela kroppen utom hjässan, framför allt jämfört med den närmaste häckande underarten hemispila. Hjässan är dessutom mycket mörkare brun så att den kontrasterar med den blekare bruna ryggen. Vidare är stjärten mycket längre. Lätena är dåligt kända, men tros vara lika nötkråkan.

## Utbredning
Kashmirnötkråkan förekommer i ett mindre område i och väster om västra Himalaya, från östra Afghanistan (nordöstra Paktia och Nuristan), norra och västra Pakistan (Fort Sandeman norrut utmed bergskedjan Suleiman, Chitral, Gilgit och Baltistan) samt Kashmir (Sinddalen, Kishtwar, Badrawar) österut in i nordvästra Indien (österut till Lahul i Himachal Pradesh) och möjligen även i sydvästra Xizang.

## Systematik
Tidigare behandlades kashmirnötkråkan som underart till nötkråka och vissa gör det fortfarande. Den urskiljs dock numera oftast som egen art baserat på avvikande utseende och att den förekommer parapatriskt med nötkråkan av underarten hemispila i nordvästra Himalaya bortanför Pir Pinjal. Den behandlas som monotypisk, det vill säga att den inte delas in i några underarter. 

## Levnadssätt
Kashmirnötkråkan påträffas i barrskog eller i blandskog med inslag av ek där barrträd dominerar. Födan är dåligt känd men har setts ta frön från barrträd samt i Kashmir valnötter och hasselnötter. Även häckningsbiologin råder det kunskapsbrist kring. Den sägs häcka i maj-juli, men börjar sannolikt äggläggning mycket tidigare, förmpdligen i slutet av februari och mars. Arten är stannfågel, men rör sig till något lägre regioner på höstarna för att samla nötter.

## Status och hot
Arten har ett stort utbredningsområde och en stor population, men tros minska i antal, dock inte tillräckligt kraftigt för att den ska betraktas som hotad. Internationella naturvårdsunionen IUCN kategoriserar därför arten som livskraftig (LC).